# Leucanopsis phellia
Leucanopsis phellia là một loài bướm đêm thuộc phân họ Arctiinae, họ Erebidae.